# Коллиер, Эл Джей
Лоуренс «Эл Джей» Коллиер-младший (англ. Lawrence «L. J.» Collier Jr.; 12 сентября 1995, Манди, Техас) — профессиональный американский футболист, выступающий на позиции дифенсив энда в клубе НФЛ «Сиэтл Сихокс». На студенческом уровне играл за команду Техасского христианского университета. На драфте НФЛ 2019 года был выбран в первом раунде под общим двадцать девятым номером.

## Биография
Эл Джей Коллиер родился 12 сентября 1995 года в городе Манди в Техасе, там же учился в школе. В составе школьной футбольной команды в 2012 году выиграл чемпионат штата. Интерес к нему проявлял скаут футбольной программы Техасского технологического университета Сонни Камби. Коллиер подписал письмо о намерениях поступить туда, летом посещал дополнительные занятия в школе, но в начале последнего учебного года получил травму ноги, повлиявшую на его карьеру. В 2013 году Камби перешёл на должность одного из координаторов нападения в программу Техасского христианского университета и предложил Коллиеру продолжить обучение там же. Он видел игрока на позиции тайт-энда, но главный тренер команды Гэри Паттерсон после просмотра видеозаписей игры Коллиера решил задействовать его в защите.

### Любительская карьера
Сезон 2014 года Коллиер провёл в статусе освобождённого игрока, тренируясь с командой, но не принимая участия в играх. В составе «Хорнед Фрогс» он дебютировал на второй год обучения, сыграв в четырёх матчах и сделав один захват. В 2016 году он сыграл в тринадцати матчах команды, сделав 4,5 захвата с потерей ярдов и 4,5 сэка. В Либерти Боуле в игре против «Джорджии» он заблокировал попытку пробить филд-гол в конце второй четверти.
В 2017 году он сыграл в четырнадцати матчах, в том числе финальном матче турнира в конференции Big-12 против «Оклахомы» и победном Аламо Боуле против «Стэнфорда». По итогам своего последнего сезона в студенческой карьере Коллиер стал лучшим эдж-рашером конференции по оценкам сайта Pro Football Focus, а также был включён в символическую сборную звёзд Big-12 по двум разным версиям. После завершения чемпионата его пригласили на матч звёзд выпускников колледжей, а также на показательные тренировки перед драфтом НФЛ.

#### Статистика выступлений в NCAA
| Сезон | Команда          | Игры | Захваты | Захваты | Захваты | Захваты | Захваты | Перехваты | Перехваты | Перехваты | Перехваты | Перехваты | Фамблы | Фамблы | Фамблы | Фамблы |
| Сезон | Команда          | Игры | Solo    | Ast     | Tot     | Loss    | Sk      | Int       | Yds       | Y/R       | TD        | PD        | FR     | Yds    | TD     | FF     |
| ----- | ---------------- | ---- | ------- | ------- | ------- | ------- | ------- | --------- | --------- | --------- | --------- | --------- | ------ | ------ | ------ | ------ |
| 2015  | ТХУ Хорнед Фрогс | 4    | 1       | 0       | 1       | 0,0     | 0       | 0         | 0         | 0         | 0         | 0         | 0      | 0      | 0      | 0      |
| 2016  | ТХУ Хорнед Фрогс | 13   | 8       | 13      | 21      | 4,5     | 4,5     | 0         | 0         | 0,0       | 0         | 1         | 0      | 0      | 0      | 0      |
| 2017  | ТХУ Хорнед Фрогс | 14   | 8       | 10      | 18      | 4,5     | 4,0     | 1         | -2        | -2,0      | 0         | 1         | 0      | 0      | 0      | 0      |
| 2018  | ТХУ Хорнед Фрогс | 11   | 27      | 15      | 42      | 11,5    | 6,0     | 0         | 0         | 0,0       | 0         | 4         | 0      | 0      | 0      | 0      |
| Всего | Всего            | 42   | 44      | 38      | 82      | 20,5    | 14,5    | 1         | -2        | -2,0      | 0         | 6         | 0      | 0      | 0      | 0      |

### Профессиональная карьера
За месяц до драфта НФЛ 2019 года обозреватель Sports Illustrated Корбин Смит назвал Коллиера игроком, который мог бы составить тандем с Фрэнком Кларком в составе «Сиэтла». Его сильными сторонами назывались хорошие антропометрические данные, агрессивность и способность обыгрывать за счёт этого линейных нападения соперника. Смит указывал, что в колледже Коллиер также время от времени выходил на поле на позиции тэкла третьей техники и этот универсализм поможет ему в профессиональной карьере. Серьёзным минусом игрока назвали нехватку атлетизма и подвижности, которые проявилась во время показательных тренировок. В перспективе это могло создать ему проблемы при игре против подвижных квотербеков и на открытом пространстве. Игровой опыт Коллиера Смит также назвал недостаточным, так как в первые три сезона студенческой карьеры он практически не участвовал в матчах команды.
В первом раунде драфта Коллиер был выбран «Сиэтлом» под общим 29 номером. Контракт с командой он подписал в мае 2019 года, сумма соглашения составила 10,8 млн долларов.
Во время предсезонных сборов он получил травму и восстановился только ко второй игровой неделе сезона 2019 года. Из-за сорванной подготовки Коллиер не сумел закрепиться в основном составе «Сихокс», сыграв всего 14 % от общего числа снэпов в защите. На поле он появлялся в одиннадцати играх, сделав в них три захвата. В играх плей-офф его не задействовали. Главный тренер «Сиэтла» Пит Кэрролл заявил, что тренерский штаб команды пробовал Коллиера на различных позициях на поле, а увеличение его игрового времени будет возможно в случае отсутствия проблем со здоровьем и хорошей работы в межсезонье. Летом 2020 года он приехал на сборы, сбросив вес и став быстрее. Коллиер выиграл борьбу за место в составе у Рашима Грина. Он сыграл в стартовом составе в шестнадцати матчах регулярного чемпионата, выходя на поле на позициях ди-энда и тэкла защиты в третьей технике. В нескольких играх действия Коллиера помогли Сиэтлу удержать победный счёт.

#### Статистика выступлений в НФЛ

##### Регулярный чемпионат
| Сезон | Команда      | Игры | Захваты | Захваты | Захваты | Захваты | Захваты | Перехваты | Перехваты | Перехваты | Перехваты | Перехваты | Фамблы | Фамблы | Фамблы | Фамблы |
| Сезон | Команда      | Игры | Solo    | Ast     | Tot     | Loss    | Sk      | Int       | Yds       | Y/R       | TD        | PD        | FR     | Yds    | TD     | FF     |
| ----- | ------------ | ---- | ------- | ------- | ------- | ------- | ------- | --------- | --------- | --------- | --------- | --------- | ------ | ------ | ------ | ------ |
| 2019  | Сиэтл Сихокс | 11   | 2       | 1       | 3       | 0       | 0,0     | 0         | 0         | 0,0       | 0         | 0         | 0      | 0      | 0      | 0      |
| 2020  | Сиэтл Сихокс | 16   | 16      | 6       | 22      | 4       | 3,0     | 0         | 0         | 0,0       | 0         | 2         | 0      | 0      | 0      | 0      |
| 2021  | Сиэтл Сихокс | 4    | 1       | 3       | 4       | 0       | 0,0     | 0         | 0         | 0,0       | 0         | 0         | 0      | 0      | 0      | 0      |
| Всего | Всего        | 31   | 19      | 10      | 29      | 4       | 3,0     | 0         | 0         | 0,0       | 0         | 2         | 0      | 0      | 0      | 0      |

* На 3 декабря 2021 года

##### Плей-офф
| Сезон | Команда      | Игры | Захваты | Захваты | Захваты | Захваты | Захваты | Перехваты | Перехваты | Перехваты | Перехваты | Перехваты | Фамблы | Фамблы | Фамблы | Фамблы |
| Сезон | Команда      | Игры | Solo    | Ast     | Tot     | Loss    | Sk      | Int       | Yds       | Y/R       | TD        | PD        | FR     | Yds    | TD     | FF     |
| ----- | ------------ | ---- | ------- | ------- | ------- | ------- | ------- | --------- | --------- | --------- | --------- | --------- | ------ | ------ | ------ | ------ |
| 2020  | Сиэтл Сихокс | 1    | 1       | 0       | 1       | 0       | 0,0     | 0         | 0         | 0,0       | 0         | 0         | 0      | 0      | 0      | 0      |
| Всего | Всего        | 1    | 1       | 0       | 1       | 0       | 0,0     | 0         | 0         | 0,0       | 0         | 0         | 0      | 0      | 0      | 0      |